# Tad
Tad war eine amerikanische Grunge-Band, die 1988 in Seattle gegründet wurde.

## Geschichte
Für den Bandnamen stand Sänger Tad Doyle Pate. Der Sound der Band übertraf an Härte deutlich den anderer Grunge-Bands wie Pearl Jam, weshalb Tad der kommerzielle Durchbruch verwehrt blieb. Ihr erstes Album namens God's Balls von 1989 ist auch heute noch ein gutes Beispiel für den frühen Grunge-Sound (Jack Endino produzierte), der im Falle von Tad noch stärker von Metal als allem anderen inspiriert war.
Nach fünf Studio- und einem Live-Album löste sich die Band 1999 auf.
2001 gründete Tad Doyle die Nachfolge-Formation Hog Molly, die den Sound von Tad weiter entwickelte, sich aber nach einem Album wieder auflöste. Bassist Danielson hingegen rief mit Mitgliedern von Mudhoney und Screaming Trees das Projekt Valis ins Leben.

## Diskografie
Alben
- God's Balls (Sub Pop, 1989)
- Wood Goblins (Sub Pop, 1989, 12")
- Salt Lick (Sub Pop, 1990)
- Jack Pepsi (Sub Pop, 1991, 12")
- 8-Way Santa (Sub Pop, 1991)
- Inhaler (Mechanic/Giant, 1993)
- Infrared Riding Hood (Mechanic/EastWest, 1995)
- Live Alien Broadcasts (Futurist, 1995)